# 하동군수
하동군수는 경상남도 하동군의 군수이다.

## 같이 보기
- 하동군수 선거